# فيكتور نيغوس
كان السير فيكتور إوينغز نيغوس (6 فبراير 1887- 15 يوليو 1974)، الحاصل على ماجستير في الجراحة وعلى زمالة كلية الجراحين الملكية، جراحًا بريطانيًا متخصصًا في علم أمراض الحنجرة، وله أيضًا مساهمات بارزة في علم التشريح المقارن، وهذا يتضمن أعماله حول هيكل الحنجرة وتطورها. ولد نيغوس وتلقى تعليمه في لندن، فقد درس في مدرسة كلية كينجز، ثم كلية كينجز لندن، ليلتحق بعد ذلك بمستشفى الكلية. توقفت السنوات الأخيرة من تدريبه الطبي بسبب الحرب العالمية الأولى، التي خدم خلالها مع الفيلق الطبي بالجيش الملكي. بعد الحرب، تأهل كجراح ودرس مع اختصاصي علم الحنجرة في فرنسا والولايات المتحدة الأمريكية، قبل أن يستأنف مسيرته المهنية في مستشفى كلية كينجز، حين أصبح جراحًا مبتدئًا في عام 1924.
في عشرينيات القرن الماضي، عمل نيغوس على الجوانب المتعلقة بجراحة العنق وتشريح الحنجرة، وقد ساهم عمله الأخير في حصوله على درجة الماجستير في الجراحة عام 1924. تضمنت ابتكاراته الجراحية تصميمات لمناظير الحنجرة والقصبات والمريء وطاولات العمليات ومعدات ثقب القصبة الهوائية. تضمنت منشوراته الرئيسية كتاب آلية عمل الحنجرة المنشور في 1929 والمرجع السريري لأمراض الأنف والحنجرة، بدءًا من الطبعة الرابعة المنشورة في 1937. إضافةً إلى ذلك، حصل نيغوس على فرص عديدة لإلقاء المحاضرات، ونشر العديد من الأوراق الطبية وغيرها من الأعمال حول علم التشريح المقارن وعلم أمراض الحنجرة. أصبح كبير الجراحين في مستشفى كلية كينجز في 1940 وجراح استشاري في 1946.
كان نيغوس أحد مؤسسي الجمعية البريطانية لأطباء الأنف والأذن والحنجرة، وهذا ساعد على ترسيخ تخصصه كفرع منفصل ضمن هيئة الخدمات الصحية الوطنية حديثة التأسيس. انضم نيغوس إلى العديد من المنظمات الدولية والوطنية لطب الأنف والأذن والحنجرة، وترأس المؤتمر الدولي الرابع لطب الأنف والأذن والحنجرة في لندن عام 1949. في مسيرته المهنية التي أعقبت الحرب العالمية الثانية، عمل نيغوس على تشريح الجيوب المجاورة للأنف، ولعب دورًا رئيسيًا في تأسيس مجموعات التشريح الحيوانية، المستخدمة من قبل علماء التشريح المقارن، وإعادة هيكلتها.
تزوج نيغوس في 1929 وأنجب ولدين، وفي 1952، تقاعد عن العمل، ولكنه استمر في نشر أعماله حول علم التشريح المقارن وتاريخ الطب. تضمنت تكريماته قبل التقاعد وبعده ما يلي: زمالة كلية كينجز لندن في 1945 والدرجة الفخرية في 1950 وميدالية ليستر في 1954 ولقب الفروسية في 1956 وزمالات فخرية من الكلية الملكية للجراحين في إدنبرة في 1949 والكلية الملكية للجراحين في أيرلندا في 1958 والميدالية الفخرية الذهبية من الكلية الملكية للجراحين في إنجلترا في 1969. وفي عام 1974، توفي في قرية هندهيد في مقاطعة سري عن عمر ناهز 87 عام.

## علم التشريح المقارن
أصبح نيغوس أحد الخبراء البارزين في التشريح المقارن للحنجرة بدايةً ثم الأنف والجيوب الأنفية لاحقًا، إلى جانب عمله كجراح عنق في مستشفى تعليمي. بدأ هذا المسار من حياته المهنية بالبحث الذي أجراه في الثلاثينيات من عمره في عشرينيات القرن الماضي، والذي أدى في النهاية إلى حصوله على درجة الماجستير في الجراحة من جامعة لندن. بدأ عمله هذا في وقت باكر من عام 1921 في مختبرات الكلية الملكية للجراحين في إنجلترا، التي يضم متحفها مجموعات من عينات حيوانية جمعها عالم التشريح جون هنتر. باستخدام هذه العينات، إضافةً إلى عينات أخرى قدمتها جمعية علم الحيوان في لندن، أجرى نيغوس عمليات تشريح دقيقة مكنته من تتبع مراحل تطور الحنجرة ونموها لدى مجموعة متنوعة من الحيوانات. استخدم نيغوس لإعداد أطروحته جزء من هذا البحث، وكتقدير لتميز عمله، منح الميدالية الذهبية مع درجة الماجستير في عام 1924. إضافةً إلى ذلك، ألقى نيغوس محاضرة، ضمن برنامج محاضرات أريس وجيل في 28 أبريل 1924 في الكلية الملكية للجراحين، بعنوان: عن آلية عمل الحنجرة.
حظي نيغوس بمزيد من التقدير لقاء عمله، عندما حصل على منصب أستاذ هنتري في الكلية الملكية للجراحين في عام 1925. بعد ذلك بثلاث سنوات، أي في عام 1928، منحته الكلية الملكية للجراحين وسام جون هنتر (1925-1927) مع جائزة قدرها 50 جنيه إسترليني. في العام التالي، نشر نيغوس ملاحظاته واستنتاجاته في كتاب بعنوان: آلية عمل الحنجرة، وهو قطعة بحثية كلاسيكية بقيت توصف على أنها الكتاب المرجعي القياسي حول الموضوع حتى بعد مرور خمسة وأربعين عام على نشرها، أي حتى عام 1974. أظهر عمل نيغوس أن الحنجرة تعمل بشكل رئيسي كصمام يسمح فقط للهواء بالدخول إلى الجهاز التنفسي السفلي. في البشر، يكون الصوت مجرد نتيجة ثانوية لهذه الوظيفة الأكثر أهمية. ألقيت محاضرة أخرى مستوحاة من عمله ضمن برنامج محاضرات سيمون في جامعة لندن، الذي سمي نسبةً إلى عالم أمراض الحنجرة بريطاني المولد فيليكس سيمون (1849- 1921). ألقيت المحاضرة في 6 نوفمبر 1930 في الجمعية الملكية للطب تحت عنوان: ملاحظات حول قانون سيمون.
بعد الحرب العالمية الثانية، تبع هذه الأعمال نشره كتاب بعنوان: علم التشريح المقارن وفيزيولوجيا الحنجرة (1949). كان هذا العمل نسخة مكثفة ومحدثة من عمل نيغوس الأصلي لعام 1929 حول الحنجرة. في فترة ما بعد الحرب هذه، تبحر نيغوس في دراسة وظائف الأنف، كعضو لحاسة الشم إضافةً للدور الذي يلعبه في عملية التنفس. شكلت أضرار الحرب التي لحقت بالمتحف الهنتري التابع للكلية الملكية للجراحين في عام 1941، والتي أدت إلى فقدان أجزاء من مجموعة أونودي، الدافع وراء هذه الدراسة. احتوت هذه المجموعة على عينات من الجيوب الملحقة (الجيوب المجاورة للأنف) التي أعدها عالم الحنجرة المجري أدولف أونودي (1857- 1919) وعرضها عام 1900. تعهد نيغوس باستبدال العينات المدمرة والمتضررة وتوسيع المجموعة بعينات حيوانية. غطي هذا العمل في محاضرة نيغوس، التي ألقيت في 20 مايو 1954 ضمن برنامج المحاضرات الهنتري في الكلية الملكية للجراحين، تحت عنوان: مقدمة في التشريح المقارن للأنف والجيوب المجاورة للأنف. بعد ذلك بأربع سنوات، نشر نيغوس كتاب بعنوان: علم التشريح المقارن وفيزيولوجيا الأنف والجيوب المجاورة للأنف (1958). نفذ أجزاء كبيرة من عمله الأخير هذا بعد تقاعده في عام 1952، في كل من مختبرات الكلية الملكية للجراحين ومعهد فيرينز لطب الأنف والأذن والحنجرة في مستشفى ميدلسكس. أدت أبحاث نيغوس التي تناولت هذه الموضوعات وعلاقتها بجراحة الأنف والحنجرة على مدى سنوات عديدة إلى منحه ميدالية ليستر عام 1954، وقد قدمت له في العام التالي عندما ألقى كلمته في خطبة ليستر في 5 أبريل 1955 في الكلية الملكية للجراحين. حمل خطابه عنوان: التشريح المقارن وفيزيولوجيا الجهاز التنفسي في ما يتعلق بالمسائل السريرية. بعد عشر سنوات، وباقتراب نهاية حياته، نشر نيغوس كتاب بعنوان: بيولوجيا التنفس (1965).
في عام 1986، أشاد السير دونالد فريدريك نوريس هاريسون، وهو جراح بريطاني وعالم تشريح مقارن وخبير في دراسة الحنجرة لدى الثدييات، بأهمية الإرث الذي تركه نيغوس في هذا المجال. كتب هاريسون المزيد عن هذا الموضوع في عام 1995 مصرحًا: «الأبحاث الرائدة التي قدمها نيغوس حول آلية عمل حنجرة الحيوان [...] جعلته عالم تشريح مقارن استثنائي». اقتبس هاريسون من مقدمة عالم التشريح الإسكتلندي السير آرثر كيث لكتاب آلية عمل الحنجرة، وفي هذه المقدمة، وصف عمل نيغوس لعام 1929، بأنه يظهر نفس القدر من الصبر الذي اتصف به داروين عند تجميعه الملاحظات واحدة تلو الأخرى، وبعض ما يبديه هنتر من المراقبة الحثيثة لوظيفة العناصر المختلفة.